# Tuzi
Tuzi (albanisch auch Tuz, montenegrinisch-kyrillisch Тузи, italienisch hist./venezianisch Tuscena) ist eine Kleinstadt im Osten Montenegros. Der Ort ist Sitz der 2018 neu gegründeten Gemeinde Tuzi, zuvor besaß Tuzi den Status einer Stadtgemeinde, die administrativ zur Gemeinde Podgorica gehörte.
Traditionell ist Tuzi Hauptort des montenegrinischen Teils der Landschaft Malësia e Madhe. Die Mehrheit der Einwohner sind Albaner.

## Geographie

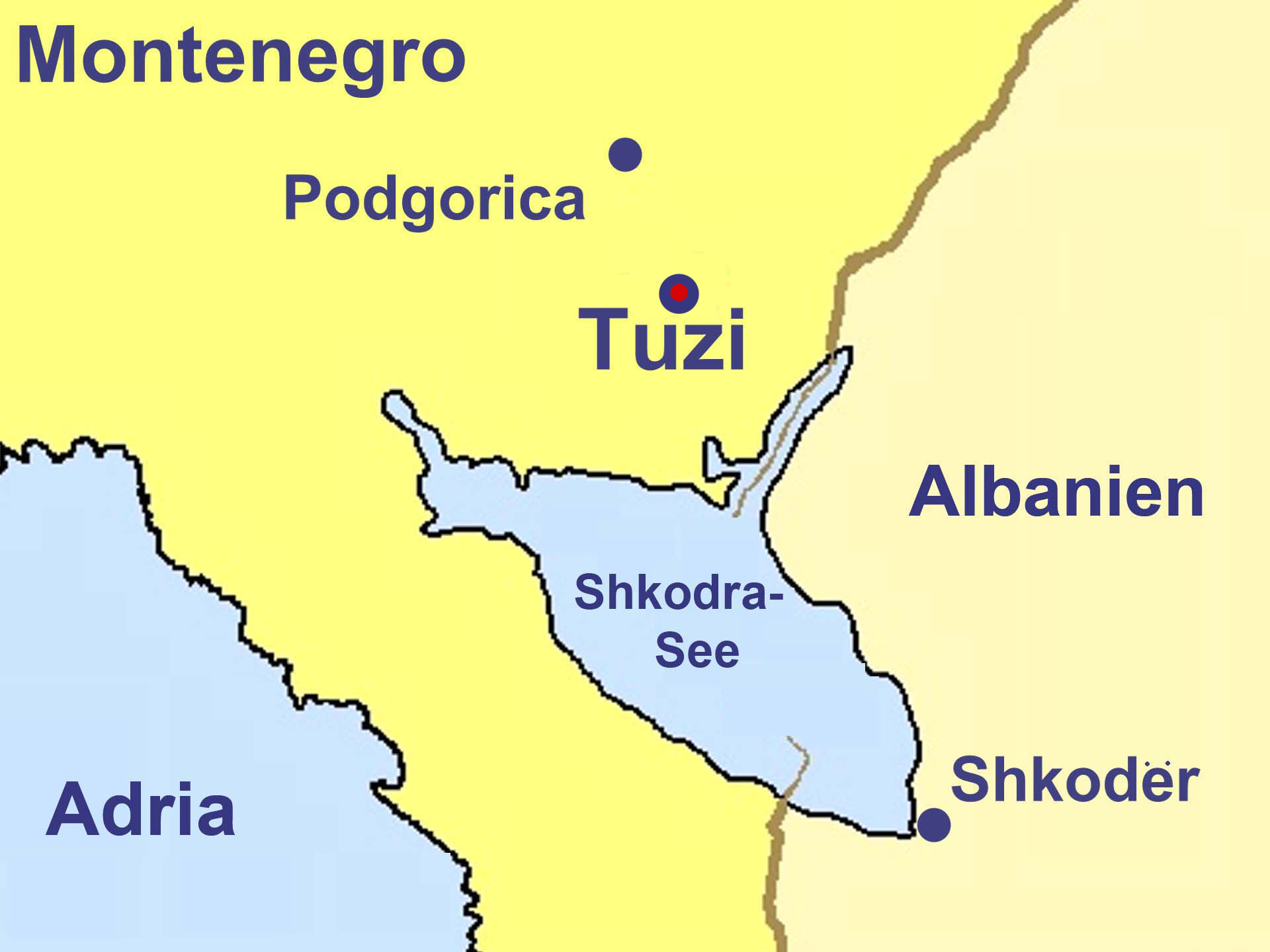
Lageskizze

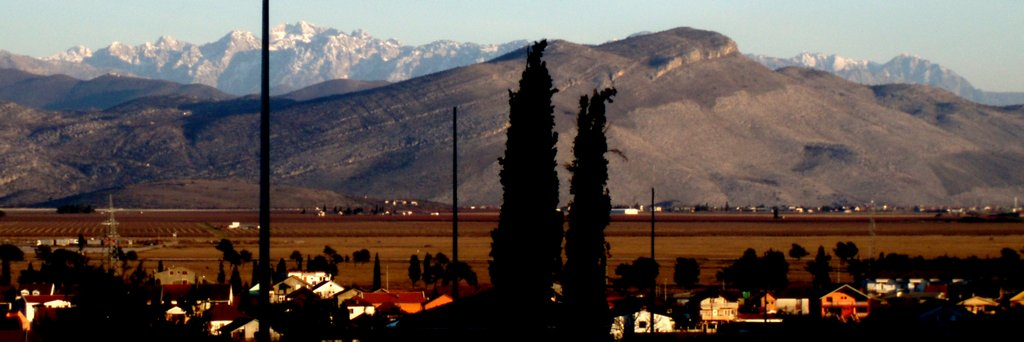
Blick von Podgorica über die Ebene nach Tuzi

Tuzi liegt zehn Kilometer südöstlich von Podgorica an der Straße und der Eisenbahnlinie, die Montenegros Hauptstadt mit dem albanischen Shkodra verbindet.
Der Ort liegt am Rande einer großen Ebene, die sich nach Westen und Süden ausdehnt. Wenige Kilometer südlich der Stadt erstreckt sich der Skutarisee. Am östlichen Ortsrand erheben sich erste Hügel der Malësia, die allmählich ins Prokletije übergehen.

## Bevölkerung
Tuzi hat etwa 3700 Einwohner (2003). Davon sind etwa 60 Prozent Albaner und 37 Prozent serbischsprachig (slawische Muslime und Montenegriner). Die zahlenmäßig stärkste Konfession stellen die Katholiken, danach folgen die Muslime, die Orthodoxen sind nur eine kleine Minderheit. Im vergangenen Jahrzehnt sind viele Bewohner der Bergdörfer weiter im Norden nach Tuzi zugewandert.

## Verwaltung
Zum Weichbild von Tuzi gehören die Dörfer Dinoshë (Dinoša), Milesh (Milješ), Vuksanlekaj (Vuksanlekići), Sukruq (Sukuruć), Dreshaj (Drešaj), Narhelm (Pothum), Vrane (Vranj), Lekaj (Lekići) und Rrogâth (Rogame).
Tuzi hat beschränkte Selbstverwaltungsrechte, ein eigenes Stadtparlament und einen Bürgermeister, 2012 war dies Fran Lulgjuraj. Neben Serbisch ist auch Albanisch Behördensprache. Die albanische Bevölkerungsmehrheit hatte mehrfach versucht, für die Stadt und die umliegenden Dörfer des montenegrinischen Teils von Malesija den Status einer eigenständigen Kommune zu erlangen. 2018 wurde daraufhin die Gemeinde Tuzi gegründet. 

## Geschichte
Im letzten Drittel des 15. Jahrhunderts wurde Tuzi von osmanischen Truppen erobert. Die zum größeren Teil albanischen, zum kleineren Teil slawischen Stämme der Umgebung konnten sich ihre Unabhängigkeit aber weitgehend bewahren, wenngleich einige Clans im Laufe der Zeit zum muslimischen Glauben übertraten. Die Stämme lebten noch bis zum Beginn des 20. Jahrhunderts nach den Regeln ihrer archaischen Gewohnheitsrechte. Im Zuge einer osmanischen Verwaltungsreform wurde Tuzi 1865 dem Vilayet von Shkodra zugeschlagen. Nach der Anerkennung der Unabhängigkeit Montenegros und der Neufestlegung der Grenzen auf dem Balkan durch den Berliner Kongress (1878) blieb Tuzi beim Osmanischen Reich. Der Ort war in den folgenden Jahrzehnten Grenzstation an der wichtigen Straße von Shkodra nach Podgorica.
1911 brach in der Gegend von Tuzi ein Aufstand der Albaner gegen die osmanische Herrschaft aus. Der Führer dieses Aufstands Dedë Gjon Luli Dedvukaj stammte aus Tuzi. Er soll als erster die alte Flagge Skanderbegs als albanisches Nationalsymbol benutzt haben. Während die örtliche Bevölkerung für die Unabhängigkeit Albaniens kämpfte, brach der Erste Balkankrieg aus. Im Verlauf des Krieges versuchte die montenegrinische Armee die gesamte Region um den Skutarisee erobern, musste aber auf Druck der Großmächte 1913 einen Teil der Eroberungen wieder herausgeben. Tuzi jedoch ist seitdem Teil Montenegros geblieben. Ein Schweizer Besucher beschreibt seinen Besuch im Jahr 1914 mit den folgenden Worten:

„Zehn Kilometer südöstlich von Podgoritza, im Gebiet des Malissorenstammes Hoti, liegt, jetzt durch eine von den Montenegrinern erbaute Straße mit Wagen erreichbar, das kleine Städtchen Tusi, 65 m. ü. M., mit etwa 800 Einwohnern, diejenigen der nächsten Umgebung mit inbegriffen. Sein Name wurde viel genannt, als während der paar Jahre vor dem großen Balkankrieg die Malissoren sich gegen die türkische Herrschaft auflehnten und die dort herum stationierten kleinen türkischen Garnissonen schwer bedrängten. Tusi, inmitten von Feldern und Gärten, ruht in einem Kessel, […] Das eingestürzte Minarett daneben wurde damals gerade wieder aufgebaut; […] Der fast nur aus einem einzigen, großen Basarplatz mit anstoßenden hölzernen Verkaufsmagazinen bestehende Ort wird bewacht von einem montenegrinischen Detachement unter Anführung eines Leutnants.“

## Sport
Der lokale Fußballverein ist FK Dečić Tuzi.

## Persönlichkeiten
- Nikollë Nikprelaj (* 1960), Sänger
- Gjyste Vulaj (* 1977), Sängerin